# قدم زدم اختیاری (ترانه)
«قدم زدم اختیاری» تک‌آهنگی از هنرمند اهل ایالات متحده آمریکا مایلی سایرس است.